# Bülow (Schorssow)
Bülow ist ein Ortsteil der Gemeinde Schorssow im Landkreis Rostock in Mecklenburg-Vorpommern.

## Geografie und Verkehrsanbindung
Bülow liegt nordöstlich des Kernortes Schorssow direkt am Nordufer des 1395 ha großen Malchiner Sees. Westlich verläuft die B 108, nördlich erstreckt sich das 377 ha große Naturschutzgebiet Gruber Forst.

## Geschichte
Am 1. April 1921 wurde die bis dahin eigenständige Gemeinde Schorssow nach Bülow eingemeindet. Am 1. Januar 1970 erfolgte zudem die Eingemeindung von Ziddorf, das vier Jahre später nach Dahmen umgegliedert wurde. Am 13. Juni 2004 schlossen Bülow und Bristow zu einer neuen Gemeinde zusammen, die den Namen Schorssow erhielt.

## Sehenswürdigkeiten

### Baudenkmale
In der Liste der Baudenkmale in Schorssow sind für Bülow neun Baudenkmale aufgeführt:
- die Dorfkirche Bülow mit Friedhof und Kriegerdenkmal 1914/1918
- das Gutshaus mit Allee zur Kirche
- Pfarrhaus (An der Kirche 1)
- sechs Wohnhäuser (Seestraße 10, 14, 18 und 40 sowie ehemalige Dorfstraße 10 und 12)